# In guerra con gli scozzesi
In guerra con gli scozzesi è un romanzo di Gian Gaspare Napolitano, inizialmente apparso a puntate sulla rivista «Libera Stampa» tra agosto e novembre 1945.
Il romanzo ha contenuto biografico, avendo Napolitano stesso avuto il ruolo di ufficiale di collegamento durante la seconda guerra mondiale con le truppe britanniche.

## Trama
Il tenente Giovanni Pinto si unisce a un battaglione del Black Watch scozzese come ufficiale di collegamento. Le truppe stanno combattendo i tedeschi in ritirata in Romagna. Pinto, dopo l'iniziale diffidenza, viene accolto amichevolmente dagli scozzesi che lo rendono parte integrante del gruppo. Ogni capitolo descrive una situazione di vita da campo nelle retrovie dell'azione militare e durante gli sporadici scontri con i tedeschi. Quando il reggimento scozzese viene poi assegnate ad un'altra missione, Pinto si unisce a un battaglione inglese-indiano.

## Edizioni
- Gian Gaspare Napolitano, In guerra con gli scozzesi, Sellerio, 1986.